# Montefranco
Montefranco es una localidad y comune italiana de la provincia de Terni, región de Umbría, con 1.286 habitantes.

## Evolución demográfica
| Gráfica de evolución demográfica de Montefranco entre 1861 y 2001 |
|                                                                   |
| Fuente ISTAT - elaboración gráfica de Wikipedia                   |